# Osian Ellis
Osian Gwynn Ellis (* 8. února 1928 Ffynnongroew, Wales - 6. ledna 2021 Gwynedd) byl velšský harfenista a hudební skladatel. Studoval na Královské akademii hudby v Londýně, kde byl následně v letech 1959 až 1989 profesorem hry na harfu. V roce 1961 začal hrát s Londýnským symfonickým orchestrem a také působil v uskupení Melos Ensemble, stejně jako ve vlastním harfenistickém ansámblu. Je autorem knihy The Story of the Harp in Wales. Rovněž hrál na varhany v kapli v obci Pwllheli, kde řadu let žil.

## Vyznamenání
- komandér Řádu britského impéria (Spojené království, 1971)